# Ephraim Urbach
Pour les articles homonymes, voir Urbach.
Ephraim Elimelech Urbach, en hébreu : אפרים אלימלך אורבך, né le 26 mai 1912 et mort le 3 juillet 1991, est un chercheur sur le judaïsme. Il est principalement connu pour son travail sur la littérature et la pensée rabbinique, Hazal, l'histoire de la halakha et de la aggada et pour ses recherches sur les Tossafot.
Ephraim Urbach est né dans une famille hassidique à Włocławek alors dans l'Empire russe, puis dans la deuxième République de Pologne. Il poursuit des études universitaires et obtient le titre de docteur, il enseigne ensuite dans les universités de Breslau et de Rome. Parallèlement, il est ordonné rabbin par le séminaire rabbinique de Breslau.
Il émigre en Palestine mandataire en 1938. Après son aliya, il enseigne le judaïsme au lycée hébraïque Rehaviah puis s'engage dans l'armée britannique où il sert comme aumônier rabbinique durant la Seconde Guerre mondiale. Il prend également part à la Guerre israélo-arabe de 1948-1949.
Après l'indépendance d'Israël, il est nommé directeur de l'école religieuse Maale, puis inspecteur des écoles secondaires au ministère de l'éducation. En 1953, il est associé à l'équipe enseignante de l'université hébraïque de Jérusalem comme maître de conférences sur le Talmud et l'histoire de la halakha, puis en 1956 comme professeur. Il est également membre de l'académie de la langue hébraïque et président de l'académie israélienne des sciences et lettres de 1980 à 1986.
Urbach fait partie de ceux qui s'opposèrent à David Ben Gourion à la suite de l'affaire Lavon. Il s'oppose également à la législation religieuse, à la dispense du service militaire pour les élèves de yeshivot et aux interventions des élèves de yeshiva en archéologie.
Il est le candidat du Likoud et du Mafdal au poste de président de l'État d'Israël lors de l'élection présidentielle de 1973, mais il perd face à Ephraïm Katzir.
Il est enterré au cimetière juif du mont des Oliviers à Jérusalem.

## Récompenses
- En 1955, Ephraim Urbach reçut le prix Israël pour les études juives[2].
- En 1983, il reçut, conjointement avec Nehama Leibowitz, le prix Bialik pour la pensée juive[3].